# Cantique des degrés
Cantique des degrés est une œuvre pour chœur mixte et orchestre écrite par Arvo Pärt, compositeur estonien associé au mouvement de musique minimaliste.

## Historique
Composée en 1999, cette œuvre est une commande de S.A.R. la Princesse de Hanovre à l'occasion du 50e anniversaire de règne de S.A.S. le Prince Souverain Rainier III de Monaco.

## Discographie
- Sur le disque Cantique par le Rundfunk-Sinfonieorchester Berlin dirigé par Kristjan Järvi chez Sony Classical, 2010.